# Oberes Schwärziseeli
Das Obere Schwärziseeli (amtlich teilweise auch: Blaubergsee) ist ein kleiner Bergsee auf 2649 m ü. M. in den Zentralschweizer Alpen. Zusammen mit zwei kleineren, wenig östlich gelegenen Seen, dem Mittleren und dem Unteren Schwärziseeli, bildet es die hoch auf einem kleinen Bergplateau mitten in ausgedehnten Geröllfeldern gelegene Seengruppe, aus der mit mehreren Quellbächen die Reuss, oder genauer deren Hauptquellfluss Furkareuss, entspringt.
Die Seen liegen auf dem Gemeindegebiet von Realp im Kanton Uri, ungefähr 1,5 Kilometer südöstlich des Furkapasses am Ostabhang des Blaubergs und wenig unterhalb des Blaubergpasses, der vom Urserental und vom Furkapass aus gegen Westen in das Oberalpental im Kanton Wallis führt. Ein weiterer Fussweg zweigt beim mittleren See vom Passweg ab und verläuft gegen Osten über den Grat Stotzigen Firsten auf die Alp Deieren im Muttental südlich von Realp, aus dem die Muttenreuss der Witenwasserenreuss zufliesst.